# Brachytome russellii
Brachytome russellii är en måreväxtart som beskrevs av Debendra Bijoy Deb och M.G.Gangop.. Brachytome russellii ingår i släktet Brachytome och familjen måreväxter. Inga underarter finns listade i Catalogue of Life.